# 阿梅迪奥·法尼
阿梅迪奥·法尼（義大利語：Amedeo Fani，1891年2月9日—1974年9月9日），是意大利外交官、律师。他作为一名技术官僚曾于墨索里尼统治时期担任过意大利王国众议院议员 (1925–1943)、外交部副大臣 (1929–1932) 与众议院财政委员会主席 (1934–1943) 等职务。